# Вибори до Ради безпеки ООН (січень 1946)
Перші в історії Вибори до Ради Безпеки ООН були проведені 12 січня 1946 на 1 ГА ООН в Центральному залі Вестмінстерського в місті Вестмінстер, Лондон, Велика Британія. В ході виборів обирали 6 непостійних членів Ради безпеки ООН.
Новими непостійними членами Ради безпеки ООН на 2 роки обрані Австралія, Бразилія, Єгипет, Мексика, Нідерланди і Польща.

## Кандидати
У загальній складності існувало 18 кандидатів на шість місць. 